# 미결구금
미결구금(未決拘禁, pre-trial detention)이란 범죄의 혐의를 받는 자를 재판이 확정될 때까지 구금하는 것으로 판결선고전구금이라고도 한다.
미결구금은 범죄 혐의로 체포되어 기소된 후 재판까지 사람을 구금하는 절차이다. 구금된 사람은 교도소나 구치소에 수감되거나 가택연금된다. 다양한 용어가 사용되지만, 보통법 관할권에서는 "구속"(remand)이 일반적으로 사용되고 다른 곳에서는 "예방적 구금"(preventive detention)이 사용된다. 그러나 미국에서는 공문 외에는 'remand'라는 표현을 거의 쓰지 않고 대신 'jail'을 주요 용어로 사용한다.
재판 없이 구금하는 것은 무죄 추정의 원칙에 어긋나기 때문에 자유민주주의 국가에서 미결 구금은 일반적으로 보호 장치와 제한의 대상이 된다. 일반적으로 피의자는 심각한 범죄를 저지르거나 수사를 방해하거나 재판에 출석하지 않을 가능성이 있는 경우에만 구속된다. 대부분의 법원 사건에서 용의자는 재판을 기다리는 동안 구금되지 않고 보석과 같은 제한이 적용되는 경우가 많다.
미국의 미결구금에 대한 연구에 따르면 미결구금이 유죄 판결 가능성을 높이는 것으로 나타났다. 이는 주로 무죄 판결을 받거나 혐의가 기각된 개인이 유죄 인정을 받기 때문이다. 기존 연구에 대한 2021년 검토에 따르면 "[미국의] 현재 재판 전 시스템은 수입 손실 및 정부 지원 측면에서 구금된 피고인에게 상당한 장단기 경제적 피해를 입히는 동시에 범죄 활동을 줄이는 데 거의 도움이 되지 않는 것으로 나타났다. 공익을 위해...현금 보석금 및 미결구금 비용은 흑인과 히스패닉 개인이 불균형적으로 부담하고 있으며, 이로 인해 현금 보석금 및 구금에 있어서 재판 전 위법 행위 위험의 근본적인 차이로는 설명할 수 없는 크고 불공평한 인종적 차이가 발생한다."고 적혀 있다.

## 미결구금산입의 취지
미결구금은 공소의 목적을 달성하기 위하여 어쩔 수 없이 피고인 또는 피의자를 구금하는 강제처분이어서 형의 집행은 아니지만, 자유를 박탈하는 점이 자유형과 유사하고 따라서 인권보호의 관점에서 미결구금일수의 전부를 본형에 산입한다.

## 상소취하시 구금일수의 본형 산입 사건
상소취하시 구금일수의 본형 산입 사건(2009.12.29. 2008헌가13[헌법불합치])은 대한민국 헌법재판소 판례이다.

## 이유
상소제기 후의 미결구금일수 산입을 규정한 형사소송법 제482조 제1항 및 제2항 모두가 상소제기 후 상소취하시까지의 구금일수 통산에 관하여는 규정하지 아니함으로써 이를 본형 산입의 대상에서 제외되도록 한 것이 위헌인지 문제된다.  미결구금은 신체의 자유를 침해받는 피의자 또는 피고인의 입장에서 보면 실질적으로 자유형의 집행과 다를 바 없으므로 인권보호 및 공평의 원칙상 형기에 전부 산입되어야 한다. 따라서 상소제기 후 상소취하시까지의 구금 역시 미결구금에 해당하는 이상 그 구금일수도 형기에 전부 산입되어야 한다. 처벌되지 않아야 할 소송상의 행위에 대하여 형벌적 제재를 가하는 것으로서 적법절차 원칙 및 무죄추정의 원칙에 반하여 부당하다. 결국 상소제기 후 상소취하시까지의 미결구금을 형기에 산입하지 아니하는 것은 헌법상 무죄추정의 원칙 및 적법절차의 원칙, 평등원칙 등을 위배하여 합리성과 정당성 없이 신체의 자유를 지나치게 제한하는 것이다.

## 판례
- 미결구금일수의 일부를 법원의 재량에 의하여 불산입할 수 있도록 한 형법 제57조 제1항은 무죄추정 및 적법절차의 원칙에 반하여 부당히 신체의 자유를 제한하는 것으로서 헌법에 합치하지 않는다.[4] 따라서 판결에서 '별도로 '판결선고 전 미결구금일수 산입에 관한 사항'을 판단할 필요가 없다[5]

- 피고인이 검사와 같이 상소한 경우에는 형사소송법 제482조 제1항 제1호에 의하여 상소 후의 미결구금일수는 전부가 당연히 산입되고, 형법 제57조는 형사소송법 제482조에 의하여 법정통산이 되지 않는 경우에 한하여 비로소 적용된다[6]

- 미결구금일수의 전부가 당연히 본형에 통산되는 이른바, 법정통산을 규정한 것이라고 보여지고 이러한 경우 법원은 미결구금일수의 본형에의 산입을 주문에서 선고할 필요가 없는 것이어서 이를 간과하고 판결 선고전의 구금일수를 본형에 산입한 것은 잘못이라고 할 것이나 주문에서 그 산입을 선고하였다 하더라도 이는 법률상 의미 없는 조치에 불과하므로 이 때문에 판결이 위법하게 되는 것은 아니다[7].

- 피고인이 상소를 제기한 경우에 원심판결이 파기된 때에는 형사소송법 제482조 제1항 제2호에 따라 상소제기 후의 미결구금일수 전부가 본형에 산입되는 것이므로, 항소심이 직권으로 제1심판결을 파기하고 자판한 경우에 피고인에 대한 제1심판결 선고 이후 항소심판결 선고 전의 미결구금일수 전부가 법정통산되는 것이어서, 항소심법원이 판결 주문에 항소심의 미결구금일수를 본형에 산입한다는 표시를 하지 아니한 것은 당연하다[8].
- 구속 피고인이 상소를 제기한 후 상소를 취하한 경우 상소제기 후 상소취하한 때까지의 구금일수의 전부가 본형에 산입되어야 한다[9]

- 경합범관계에 있는 공소사실 중 일부에 대하여 유죄, 일부에 대하여 무죄의 각 판결이 선고되어 유죄부분에 대하여는 피고인이, 무죄부분에 대하여는 검사가 각 상고를 제기한 경우, 쌍방의 상고를 모두 기각하는 때의 상고제기후의 미결구금일수는 그 전부가 본형에 산입되는 방식으로 행해진다[10]

- 형의 집행과 구속영장의 집행이 경합하고 있는 경우 미결구금일수를 본형에 산입할 수 없다[11]

## 같이 보기
- 회복적 정의
- 대한민국 형사소송법 제482조 상소제기후 판결전 구금일수 등의 산입
- 대한민국 형법 제57조

## 참고 문헌
- 법률신문 2009-06-25 헌재, '미결구금일수 일부불산입' 위헌[깨진 링크(과거 내용 찾기)]